# Adnan Sami
Adnan Sami (Urdu: عدنان سمیع; Hindi: अदनान समी;) (Londres, Reino Unido, 15 de agosto de 1969) es un cantante, músico, actor y compositor pakistaní nacionalizado canadiense. Aunque actualmente reside en la India.
Su padre, Sami Arshad Khan, nació en Pakistán de ascendencia Pathan y ha vivido en la India. "Era diplomático pakistaní en la India y tuvo una formación en la composición de música clásica y jazz. Su madre pertenecía a una familia de la India de religión musulmana. Sus padres y su hermano actualmente residen en Houston, Texas, Estados Unidos.
Sami actualmente tiene la ciudadanía canadiense y a la vez reside y trabaja en Mumbai, India. Su estilo fusiona los estilos musicales asiáticos y occidentales con diferentes instrumentos, que van desde la música clásica india hasta el jazz fusionando con el género pop-rock moderno. Graduado en el Kings College en Londres, se convirtió en el primer músico en interpretar música clásica de la India acompañado de un piano eléctrico. Sami comenzó a tocar el piano a la edad de 5 años. Cuenta que durante sus vacaciones escolares en la India, tomaba clases de música de Pandit Shivkumar Sharma. Para aprender los fundamentos de la música clásica hindú. Junto con el estudió Mahraj Khatak, que ahora es una bailarina y profesora de canto clásico de la India en Pakistán.

## Carrera
Su primer álbum como solista titulado "Raag Time" o "El tiempo Raag", fue publicado en 1991. Unos años más adelante, en 1994, por primera vez compuso un tema musical para una película titulada, "Sargam". La película de Pakistán, "Adnan", vio el punto de mira con su esposa, Zeba, que fue expresada por el famoso cantante indio Asha Bhosle. Sargam fue un gran éxito, sin embargo, las autoridades excluyeron la voz de Asha de la banda sonora, de manera que Adnan en mala gana, tuvo que volver a entrar a estudios de grabación con Hadiqa Kiani.

## Discografía
| Año  | Álbum                | Canciones                                 | Co-cantantes                                 |
| ---- | -------------------- | ----------------------------------------- | -------------------------------------------- |
| 1990 | Live In Karachi      | 1. "Durga"                                | Zakir Hussain                                |
| 1990 | Live In Karachi      | 2. "Folk Tune"                            | Zakir Hussain                                |
| 1990 | Live In Karachi      | 3. "Jazz Piece"                           | Zakir Hussain                                |
| 1990 | Live In Karachi      | 4. "Bageshri"                             | Zakir Hussain                                |
| 1990 | Ecstasy              | 1. "Raag Bairagi"                         | Zakir Hussain                                |
| 1990 | Ecstasy              | 2. "Folk Tune from N.W.F.P"               | Zakir Hussain                                |
| 1990 | Ecstasy              | 3. "Dhun In Mishr Khamaj"                 | Zakir Hussain                                |
| 1990 | Ecstasy              | 4. "Dhun In Pillu"                        | Zakir Hussain                                |
| 1991 | Raag Time            | 1. "Wahin Kahin Paao Gi"                  |                                              |
| 1991 | Raag Time            | 2. "Teri Yaad Aati Hay"                   |                                              |
| 1991 | Raag Time            | 3. "Raag Time"                            |                                              |
| 1991 | Raag Time            | 4. "Kahan Bas Gay Ho"                     |                                              |
| 1991 | Raag Time            | 5. "I Can Never"                          |                                              |
| 1991 | Raag Time            | 6. "Feel Your Soul"                       |                                              |
| 1991 | Raag Time            | 7. "Burning for You"                      |                                              |
| 1992 | Behta Darya          | 1. "Durga"                                |                                              |
| 1995 | Sargam               | 1. "Aae Khuda, aae Khuda"                 |                                              |
| 1995 | Sargam               | 2. "Suhani rutt ayi"                      | Hamid Ali Khan, Hadiqa Kiyani                |
| 1995 | Sargam               | 3. "Pall do pall kay"                     |                                              |
| 1995 | Sargam               | 4. "Bheega hua mousam"                    |                                              |
| 1995 | Sargam               | 5. "Chamki kiran"                         | Hamid Ali Khan                               |
| 1995 | Sargam               | 6. "Kab sey khili ho"                     | Maharaj Ghulam Hussain Kathak, Hadiqa Kiyani |
| 1995 | Sargam               | 7. "Kya hay, yeh uljhan"                  | Hadiqa Kiyani                                |
| 1995 | Sargam               | 8. "Zara Dholki bajao"                    | Asha Bhosle                                  |
| 1995 | Sargam               | 9. "Pyar bina jeena nahin"                | Hadiqa Kiyani                                |
| 1995 | Sargam               | 10. "Barse Badal"                         | Hadiqa Kiyani                                |
| 1995 | Sargam               | 11. "Woh mujhay yaad"                     | Hadiqa Kiyani                                |
| 1997 | Badaltey Mausam      | 1. "Badaltay Mausam"                      |                                              |
| 1997 | Badaltey Mausam      | 2. "Kabhi to Nazar Milao"                 | Asha Bhosle                                  |
| 1997 | Badaltey Mausam      | 3. "Bahoon Kay Gheray"                    |                                              |
| 1997 | Badaltey Mausam      | 4. "Pehli Wari"                           |                                              |
| 1997 | Badaltey Mausam      | 5. "Hum Phir Milengay"                    |                                              |
| 1997 | Badaltey Mausam      | 6. "Dil to Mera"                          |                                              |
| 1997 | Badaltey Mausam      | 7. "Koi Rehta Hai"                        |                                              |
| 1997 | Badaltey Mausam      | 8. "Aao Na"                               |                                              |
| 1997 | Badaltey Mausam      | 9. "Nakhra Us Ka"                         |                                              |
| 2000 | Always Yours         | 1. "Bheega Mausam"                        | Asha Bhosle                                  |
| 2000 | Always Yours         | 2."Bheegi Bheegi Raaton Mein"             |                                              |
| 2000 | Always Yours         | 3. "Bheegi Bheegi Raaton Mein(Unplugged)" |                                              |
| 2000 | Always Yours         | 4. "Lift Karadey"                         | Ft Govinda                                   |
| 2000 | Always Yours         | 5. "Mehndi Masala"                        | Asha Bhosle                                  |
| 2000 | Always Yours         | 6. "Pyar Bina"                            | Asha Bhosle                                  |
| 2002 | Tera Chehra          | 1. "Kabhi Nahin"                          | Ft.Amitabh Bachchan                          |
| 2002 | Tera Chehra          | 2. "Meri Yaad"                            |                                              |
| 2002 | Tera Chehra          | 3. "Nain Se Nain"                         |                                              |
| 2002 | Tera Chehra          | 4. "Roothey Hue"                          |                                              |
| 2002 | Tera Chehra          | 5. "Sanson Mein"                          |                                              |
| 2002 | Tera Chehra          | 6. "Tera Chehra"                          | Ft. Rani Mukherjee                           |
| 2002 | Tera Chehra          | 7. "Teri Baahon Mein"                     |                                              |
| 2002 | Tera Chehra          | 8. "Tera Bina"                            |                                              |
| 2003 | Kabhi To Nazar Milao | 1. "Kabhi To Nazar Milao"                 | Asha Bhosle                                  |
| 2003 | Kabhi To Nazar Milao | 2. "Pyar Hai"                             | Asha Bhosle                                  |
| 2003 | Kabhi To Nazar Milao | e. "Dholki"                               | Asha Bhosle                                  |
| 2004 | Teri Kasam           | 1. "Kasam"                                |                                              |
| 2004 | Teri Kasam           | 2. "Mahiya"                               |                                              |
| 2004 | Teri Kasam           | 3. "Kabhi Aisa Lage"                      |                                              |
| 2004 | Teri Kasam           | 4. "Pal Do Pal"                           |                                              |
| 2004 | Teri Kasam           | 5. "Chand Nikla"                          |                                              |
| 2004 | Teri Kasam           | 6. "Tauba!"                               |                                              |
| 2004 | Teri Kasam           | 7. "Poocho..."                            |                                              |
| 2004 | Teri Kasam           | 8. "Best Friend!"                         |                                              |
| 2007 | Kisi Din             | 1.Asalaam Walekum                         |                                              |
| 2007 | Kisi Din             | 2.Baarish                                 |                                              |
| 2007 | Kisi Din             | 3.Baarish (Unplugged)                     |                                              |
| 2007 | Kisi Din             | 4."Dekho Jaaneman"                        |                                              |
| 2007 | Kisi Din             | 5."Jharonkha"                             |                                              |
| 2007 | Kisi Din             | 6."Kisi Din"                              |                                              |
| 2007 | Kisi Din             | 7."Kisi Din(Remix)"                       |                                              |
| 2007 | Kisi Din             | 8."Koi Rehta Hai"                         |                                              |
| 2007 | Kisi Din             | 9."Sargaroshi"                            |                                              |
| 2007 | Kisi Din             | 10."Teri Yaad"                            |                                              |
| 2007 | Kisi Din             | 11."Teri Yaad(Remix)"                     |                                              |
| 2007 | Kisi Din             | 12."Best Friend"                          |                                              |
| 2009 | Ek Ladki Deewani Si  | 1. "Chalo"                                |                                              |
| 2009 | Ek Ladki Deewani Si  | 2. "Dekha Tujhe"                          | Tulsi Kumar                                  |
| 2009 | Ek Ladki Deewani Si  | 3. "Ek Ladki"                             |                                              |
| 2009 | Ek Ladki Deewani Si  | 4. "Laila"                                |                                              |
| 2009 | Ek Ladki Deewani Si  | 5. "Let's Go Mumbai City"                 | Jermaine Jackson                             |
| 2009 | Ek Ladki Deewani Si  | 6. "Let's Go Mumbai City (Remix)"         |                                              |
| 2009 | Ek Ladki Deewani Si  | 7. "Mehfooz"                              |                                              |
| 2009 | Ek Ladki Deewani Si  | 8. "Sharmili"                             |                                              |
| 2009 | Ek Ladki Deewani Si  | 9. "Tu Salaamat Rahe"                     |                                              |
| 2013 | Press Play           | 1. "Ali Ali"                              |                                              |
| 2013 | Press Play           | 2. "Roya"                                 |                                              |
| 2013 | Press Play           | 3. "Mere Baap"                            |                                              |
| 2013 | Press Play           | 4. "Kudi Tight"                           |                                              |
| 2013 | Press Play           | 5. "Mein Tere Saath Hun"                  |                                              |
| 2013 | Press Play           | 6. "Karun Na Yaad"                        |                                              |
| 2013 | Press Play           | 7. "Baba"                                 |                                              |
| 2013 | Press Play           | 8. "Dua De"                               |                                              |
| 2013 | Press Play           | 9. "Ali Ali (Remix)"                      |                                              |
| 2013 | Press Play           | 10. "Roya (Remix)"                        |                                              |
| 2013 | Press Play           | 11. "The Azaan (Call To Prayer)"          |                                              |

## Filmografía

### Como actor
- Sargam (1995)

### Como cantante de playback
| Año  | Película                            | Canciones                                     | Co cantantes                          |
| ---- | ----------------------------------- | --------------------------------------------- | ------------------------------------- |
| 1995 | Sargam                              | Aae Khuda, aae Khuda, jis nay ki justuju      |                                       |
| 1995 | Sargam                              | Suhani rutt ayi, mann jhoomay                 | Hamid Ali Khan, Hadiqa Kiyani         |
| 1995 | Sargam                              | Pall do pall kay hayn andheray                |                                       |
| 1995 | Sargam                              | Bheega hua mousam pyara                       |                                       |
| 1995 | Sargam                              | Chamki kiran, khilay purwa                    | Hamid Ali Khan                        |
| 1995 | Sargam                              | Kab sey khili ho (Classic music vs Pop music) | Maharaj Ghulam Hussain Kathak, Hadiqa |
| 1995 | Sargam                              | Kya hay, yeh uljhan kya hay...?               | Hadiqa Kiyani                         |
| 1995 | Sargam                              | Zara Dholki bajao Gorio                       | Asha Bhosle                           |
| 1995 | Sargam                              | Pyar bina jeena nahin jeena                   | Hadiqa Kiyani                         |
| 1995 | Sargam                              | Barse Badal, dil mein halchal                 | Hadiqa Kiyani                         |
| 2001 | Ajnabee                             | Tu Sirf Mera Mehboob                          | Sunidhi Chauhan                       |
| 2001 | Yeh Teraa Ghar Yeh Meraa Ghar       | Kuch Pyar Bhi Kar                             |                                       |
| 2001 | Deewaanapan                         | Nach Nach Nach                                | Falguni Pathak, Sukhwindher Singh     |
| 2002 | Junoon                              | Aankhon Ne Kiya Ishara - Duet                 | Kavita Subramaniam                    |
| 2002 | Junoon                              | Aankhon Ne Kiya Ishara-Male                   |                                       |
| 2002 | Ab Ke Baras                         | Mujhe Rab Se Pyaar                            | Anuradha Sriram                       |
| 2002 | Awara Paagal Deewana                | Ya Habibi                                     | Shaan, Sunidhi Chauhan                |
| 2002 | Chor Machaaye Shor                  | Ishqan Ishqan - Karsan Sargathiya             | Sunidhi Chauhan                       |
| 2002 | Shakti: The Power                   | Dil Ne Pukara                                 | Alka Yagnik, Ravindre Sathe, Prakash  |
| 2002 | Shakti: The Power                   | Hum Tum Mile                                  |                                       |
| 2002 | Pyaasa                              | Tere Pyaar Ka Chhaya                          | Sunidhi Chauhan                       |
| 2002 | Annarth                             | Bewafa Bar Mein                               | Pinky, Preeti                         |
| 2002 | Kehtaa Hai Dil Baar Baar            | Indian Se Aaia                                |                                       |
| 2002 | Karz: The Burden of Truth           | Aashiqui Ban Ke                               | Kavita Subramaniam                    |
| 2002 | Saathiya                            | Aye Udi Udi Udi                               |                                       |
| 2003 | Love at Times Square                | Aaja Aaja                                     |                                       |
| 2003 | Love at Times Square                | Raat Hai Jawan                                |                                       |
| 2003 | Calcutta Mail                       | Kahan Pe Meri Jaan                            | Pamela Jain                           |
| 2003 | Chori Chori                         | Ruthe Yaar Nu                                 | Sabri Brothers                        |
| 2003 | Koi... Mil Gaya                     | Jadoo Jadoo                                   | Alka Yagnik                           |
| 2003 | Boys                                | Boom Boom                                     | Sadhana Sargam                        |
| 2003 | Joggers' Park                       | Ishq Hota Nahin Sabke Liye                    | Zameer Kazmi                          |
| 2003 | Janasheen                           | Nashe Nashe Mein Yaar                         | Sunidhi Chauhan                       |
| 2003 | Sssshhh..?                          | Dheere Dheere Hua                             | Alka Yagnik                           |
| 2004 | Plan                                | Kaise Kaise                                   | Sunidhi Chauhan                       |
| 2004 | Tum – A Dangerous Obsession         | Kyun Mera Dil Tujhko Chaahe                   |                                       |
| 2004 | Muskaan                             | Yaad Aayee                                    |                                       |
| 2004 | Yuva                                | Baadal                                        | Alka Yagnik                           |
| 2004 | Aayutha Ezhuthu Tamil               | Nenjam Ellam                                  | Sujatha Mohan                         |
| 2004 | Chot (Aaj Isko, Kal Tere Ko)        | Pani Re Pani                                  | Sunidhi Chauhan                       |
| 2004 | Shankar Dada MBBS Telugu            | Ye Jilla                                      | Kalpana                               |
| 2004 | Naach                               | Ishq Da Tadka                                 | Sonu Kakkar                           |
| 2004 | Aitraaz                             | Gela Gela Gela                                | Sunidhi Chauhan                       |
| 2004 | Sullan Tamil                        | Kilu Kiluppana                                | Premji Amaran, Pop Shalini            |
| 2005 | Sehar                               | Palken Jhukaao Na                             | Alka Yagnik                           |
| 2005 | Page 3                              | Mere Wajood                                   |                                       |
| 2005 | Jurm                                | Nazrein Teri Nazrein                          |                                       |
| 2005 | Lucky: No Time for Love             | Shayad Yahi To Pyar Hai                       | Lata Mangeshkar                       |
| 2005 | Lucky: No Time for Love             | Sun Zara                                      |                                       |
| 2005 | Waqt: The Race Against Time         | Apne Jahanke                                  | Sonu Nigam                            |
| 2005 | Koi Mere Dil Mein Hai               | Bahon Mein Nahin Rehna                        | Asha Bhosle                           |
| 2005 | Garam Masala                        | Kiss Me Baby                                  |                                       |
| 2005 | Mahanandi Telugu                    | Katthilaanti Ammayi                           | Kamalakar, Sujatha                    |
| 2005 | Makalkku Malayalam                  | Chanjadiyaadi                                 |                                       |
| 2006 | Rehguzar                            | Allah Hu                                      |                                       |
| 2006 | Taxi No. 9211                       | Meter Down                                    |                                       |
| 2006 | Taxi No. 9211                       | Meter Down (Rock N Roll Mix)                  | Remix By Guru Sharma                  |
| 2006 | Kachchi Sadak                       | Khwaja Mere Khwaja                            |                                       |
| 2006 | Khosla Ka Ghosla                    | Sayane Hai Janaab                             |                                       |
| 2006 | Khosla Ka Ghosla                    | Ab Kya Karenge Bhaiya                         |                                       |
| 2006 | Jaan-E-Mann                         | Udh Jaana?                                    | Kunal Ganjawala, Sunidhi Chauhan      |
| 2006 | Jaan-E-Mann                         | Udh Jaana? - Club Mix                         | Kunal Ganjawala, Sunidhi Chauhan      |
| 2007 | Salaam-e-Ishq: A Tribute to Love    | Dil Kya Kare                                  |                                       |
| 2007 | Soundarya Kannada                   | Sneha Preethi                                 |                                       |
| 2007 | Yogi Telugu                         | Gana Gana Gana                                | Sudha                                 |
| 2007 | Aadavari Matalaku Ardhalu Verule    | Cheli Chamaku                                 | Anushka Manchanda, Swetha             |
| 2007 | Life in a... Metro                  | Baatein Kuch Ankahein Si                      |                                       |
| 2007 | Shankar Dada Zindabad               | Bhoogolamantha                                | Gopika Poornima                       |
| 2007 | Darling                             | Saathiya                                      | Tulsi Kumar                           |
| 2007 | Darling                             | Saathiya (Remix)                              | Tulsi Kumar                           |
| 2007 | Dhamaal                             | Chal Na Che Shor Machlein                     | Shaan                                 |
| 2007 | Dhamaal                             | Dekho Dekho Dil Ye Bole                       | Shaan                                 |
| 2007 | Dhamaal                             | Miss India Martee Mujhpe                      | Amit Kumar                            |
| 2007 | Satham Podathey Tamil               | O Indha Kaadhal                               | Yuvan Shankar Raja                    |
| 2007 | No Smoking                          | Jab Bhi Ciggaret (Jazz)                       |                                       |
| 2007 | Taare Zameen Par                    | Mera Jahan                                    | Auriel Cordo, Ananya Wadkar           |
| 2007 | Return of Hanuman                   | Blackhole                                     |                                       |
| 2008 | Shaurya                             | Dheere Dheere                                 | Sunidhi Chauhan                       |
| 2008 | Dheemaku Kannada                    | Suryaane                                      |                                       |
| 2008 | Superstar                           | Don't I Love Or Do I Love U                   | Sunidhi Chauhan                       |
| 2008 | U Me Aur Hum                        | Jee Le                                        | Shreya Ghoshal                        |
| 2008 | U Me Aur Hum                        | Phatte                                        | Sunidhi Chauhan                       |
| 2008 | U Me Aur Hum                        | Dil Dhakda Hai                                | Shreya Ghoshal                        |
| 2008 | Tahaan                              | Jee Lo                                        |                                       |
| 2008 | Khushboo                            | Kyon Hai Mujhe Lagta                          |                                       |
| 2008 | Khushboo                            | Tum Jo Mile Humko                             |                                       |
| 2008 | Khushboo                            | Kyon Hai Mujhe Lagta - remix                  |                                       |
| 2008 | Money Hai Toh Honey Hai             | Awaara Dil                                    |                                       |
| 2008 | Kidnap                              | Haan Ji                                       |                                       |
| 2008 | Gumnaam – The Mystery               | Ishq Ne Kitna                                 | Shreya Ghoshal                        |
| 2009 | Jayeebhava Telugu                   | Zindhagi                                      | Andriya                               |
| 2009 | Siva Manasula Sakthi Tamil          | Oru Kal                                       |                                       |
| 2010 | Dulha Mil Gaya                      | Akela Dil, Akela Dil (Remix)                  | Anushka Manchanda                     |
| 2010 | My Name Is Khan                     | Noor E Khuda Tu Kaha Chhupa Hai               | Shankar Mahadevan, Shreya Ghoshal     |
| 2010 | Click                               | Click Click Click Click                       | Shamir Tandon                         |
| 2010 | Sadiyaan                            | Taron Bhari Hai Ye Raat Sajaan                | Sunidhi Chauhan                       |
| 2010 | Ek Second... Jo Zindagi Badal De?   | Hota Hai Har Faisala Ek Second Mein           |                                       |
| 2010 | Ek Second... Jo Zindagi Badal De?   | Hota Hai Har Faisala Ek Second Mein - remix   |                                       |
| 2010 | Chikku Bukku Tamil                  | Vizhi Oru Paadhi                              | Sujatha                               |
| 2011 | 100% Love (Telugu)                  | Infatuation                                   |                                       |
| 2011 | Oosaravelli (Telugu)                | Nenante                                       |                                       |
| 2012 | 'Ishq' (Telugu)                     | Oh Priya Priya                                | Nithya Menen                          |
| 2012 | Julai (Telugu)                      | Oh Madhu                                      |                                       |
|      | 'Devudu Chesina Manushulu' (Telugu) | Nuvvantey Chala                               |                                       |
|      | Dhenikaina Ready (Telugu)           | Ninnu Choodakunda                             |                                       |
|      | Rush                                | O Re Khuda                                    | Javed Basheer                         |
| 2013 | 3G                                  | Bulbulliya                                    |                                       |
| 2013 | Gunde Jaari Gallanthayyinde(Telugu) | Neeve neeve                                   |                                       |
| 2014 | Veeram (Tamil)                      | Thangame Thangame                             | Priyadharshini                        |
| 2014 | Oka Laila Kosam (Telugu)            | O Cheli Nuvve Naa Cheli                       |                                       |
| 2014 | Kill Dil (Hindi)                    | Sweeta                                        |                                       |

### Como director musical/ compositor
- Sargam (1995)
- Love at Times Square  (2003)
- Lucky: No Time for Love  (2005)
- Dhamaal  (2007)
- Mumbai Salsa  (2007)
- Khushboo (2008)
- 1920  (2008)
- Shaurya  (2008)
- Daddy Cool (2009 Hindi film), Codirector Raghav Sachar
- Sadiyaan  (2010)
- Chance Pe Dance (2010), Codirector: Pritam Chakraborty, Ken Ghosh, Sandeep Shirodkar